# Сайсей Муроо
Сайсей Муроо (на японски: 室生 犀星, Murō Saisei) е японски поет и писател на произведения в жанра хайку, лирика и драма.

## Биография и творчество
Сайсей Муроо, с рожд. име Терумичи Муро, е роден на 1 август 1889 г. в Канадзава, Ишикава, Япония. Майка му не е била омъжена официално за баща му, нископоставен военен командир на семейство Кобата. Веднага след раждането му е приет от Акай Хатсу, наложница на Муро Шинджо, главен свещеник на храма „Ухо“, и е бил осиновен от него когато е на седемгодишна възраст. Обстоятелството, че е незаконнородено дете, му навлича унижения от страна на връстниците му, които го наричат „дете на любовницата“, и което оказва влияние върху живота и работата му.
През 1902 г., след завършване на гимназията, започва работа като чиновник в районния съд в Каназава. По това време се запознава с традиционната японска лирическа поезия хайку. След редица опити за издаване, неговото първо хайку е публикувано през октомври 1904 г. в списание „Китакуни-Шимбун“. Тогава започва да създава и стихотворения в стила „танка“ с тридесет и една срички.
През 1906 г. започва да използва псевдонима Сайсей, който означава „западно от река Сай“. Храмът „Ухо“, край който е израснал, се намира на левия бряг на реката и той обича атмосферата близо до реката и планинския пейзаж на хоризонта.
През 1913 г. е поканен от поета Хакушу Китахара да участва в сборника стихотворения „Zanboa“. Става приятел с поета Сакутаро Хагивара и през 1916 г. с него основават неофициалното списание „Kanjo“, където публикуват своите работи до 1919 г. Първият му сборник с хайку „Gyomindouhatsu-kushu“ е публикуван през 1929 г.
Под влиянието на Рюноске Акутагава се обръща към прозата и започва да пише романи, с които печели известност като писател.
През 1935 г. получава наградата „Bungei Konwakai“ за романа си „Ani imotō“ (Брат и сестра), който е екранизиран на следващата година. След това става член на журито за престижната награда „Акутагава“. През 1941 г. получава наградата „Кан Кикучи“.
След Втората световна война утвърждава реномето си на писател, създавайки редица отлични романи. Романът му „Anzukko“ от 1958 г. е частична автобиография, основаваща се на живота на дъщеря му Асако, за която печели наградата „Йомиури“. За романа си „Kagerō no Nikki Ibun“ получава наградата „Noma“. Следващата година с парите от тази награда учредява награда за млади поети.
Сайсей Муроо умира от рак на белия дроб на 26 март 1962 г. в Токио.

## Произведения
частично представяне
- Ai no Shinshū (1918)
- Jojō Shōkyokushū (1918) – лирика
- Gyomindouhatsu-kushu, 魚眠洞発句集 (1929) – сборник хайку
- Ani imotō (1934)
- Yonenjidai, 幼年時代 (1955) – автобиографичен
- Anzukko (1957)
- Kagerō no Nikki Ibun (1959)

### Издадени в България
- Брат и сестра, изд.: „Народна култура“, София (1973), прев. Христо Кънев

### Екранизации
- 1936 Ani imôto
- 1953 Ani imôto
- 1955 Mugibue – по романа „Adolescence“
- 1957 Jigoku bana
- 1958 Anzukko
- 1976 Ani imôto
- 2009 Hi no sakana – ТВ филм
- 2010 Ayashiki bungô kaidan – ТВ сериал, 1 епизод по „Nochi no hi“
- 2016 Mitsu no aware